# Cosmorhoe nitidaria
Cosmorhoe nitidaria är en fjärilsart som beskrevs av John Henry Leech 1897. Cosmorhoe nitidaria ingår i släktet Cosmorhoe och familjen mätare. Inga underarter finns listade i Catalogue of Life.